# Ignacy Strzyszcz
Ignacy Józef Strzyszcz (ur. 4 stycznia 1937 w Miasteczku Śląskim, zm. 15 września 1996 tamże) – polski kolejarz, poseł na Sejm PRL VI kadencji.

## Życiorys
Syn Józefa i Marii z domu Nowak. Ukończywszy liceum ogólnokształcące w Tarnowie, w kwietniu 1956 został zwrotnicowym w Polskich Kolejach Państwowych, na stacji Tarnowskie Góry. W 1957 został skierowany na kurs dyżurnych ruchu, po czym do 1963 pracował jako dyżurny ruchu. W styczniu 1964 przeniesiono go do Zarządu Ruchu Dyrekcji Okręgowej Kolei Państwowych w Katowicach, gdzie został dyspozytorem przewozów, skąd potem przeszedł ponownie do pracy w Oddziale Ruchu Tarnowskie Góry, gdzie objął funkcję dyspozytora ruchu węzła PKP. W 1972 uzyskał mandat posła na Sejm PRL w okręgu Bytom. Zasiadał w Komisji Komunikacji i Łączności oraz w Komisji Przemysłu Ciężkiego i Maszynowego.

## Odznaczenia
- Odznaka „Przodujący Kolejarz” PRL